# Otterbach (Klosterbeurener Bach)
Der Otterbach ist ein Bach im Landkreis Unterallgäu, der nach einem etwa 9 km langen Lauf nach Nordnordosten bei Klosterbeuren in der Gemeinde Babenhausen von links mit dessen rechten Oberlauf Wiesenbach zum Klosterbeurener Bach zusammenfließt.

## Geographie

### Verlauf
Der Otterbach entsteht westlich der Einöde Lauberhart der Gemeinde Lauben im Waldgewann Herrengehau auf etwa 655 m ü. NHN. Von hier an fließt er in einem leicht nach rechts ausholendem Bogen zunächst nordwärts. Am Rande der kleinen Rodungsinsel um Otterwald (Gemeinde Niederrieden) nimmt er einen mit etwa 1,4 km Länge merklich kürzeren Quellbach auf, der eben den Weiler durchquert hat. Danach fließt er wieder durch Wälder nun in etwa nordnordöstlicher Richtung. Für den letzten knappen Kilometer seines Laufes wechselt er südlich von Klosterbeuren in die offene Flur. Dann vereint er sich mit dem rechten Hauptstrang-Oberlauf Wiesenbach auf etwa 557 m ü. NHN am südlichen Ortsrand des Dorfes Klosterbeuren von Babenhausen zum Klosterbeurener Bach, der selbst etwa 3 km weiter abwärts in Babenhausen in die Günz mündet.
Auf einem Großteil seines Laufes folgen dem Otterbach Grenzen zwischen den Gemeinden Egg an der Günz im Osten sowie Niederrieden, Boos und Babenhausen im Westen.

### Einzugsgebiet
Das Einzugsgebiet umfasst etwa 12 km² und streckt sich sehr lange in Fließrichtung. Hierin läuft der Bach mit deutlich steilerem rechten Hang sehr viel näher an seiner rechten Wasserscheide, hinter der das Gelände dann wieder flacher zum anderen Oberlauf Wiesenbach des Klosterbeurener Bachs abfällt. Jenseits der ferneren linken Wasserscheide, zu der das Terrain deutlich flacher ansteigt, läuft der Auerbach fast parallel zur Günz in Babenhausen. Der höchste Punkt des Einzugsgebietes liegt an der Südspitze auf etwa 672 m ü. NHN; hier grenzt im Westen auf nur kurzer Strecke das Quellgebiet der Roth an.

### Zuflüsse
- (Zufluss aus dem Gewann Glashofwaldung), von rechts und Südwesten auf etwa 613 m ü. NHN[BA 1] bei Otterwald, ca. 1,4 km[BA 2] und ca. 1,2 km².[BA 3]
Der Otterbach selbst ist hier schon ca. 2,8 km[BA 2] lang
- (Zufluss vom Rand der Rodungsinsel um Boos-Reichau), von links und Südwesten auf etwa 581 m ü. NHN[BA 1] nach einem und aus einem Waldteich, ca. 1,3 km[BA 2] und ca. 1,4 km².[BA 3]
- (Zufluss aus dem Klosterbeurer Wald), von links und Westen auf etwa 570 m ü. NHN[BA 1], ca. 1,3 km[BA 2] und ca. 0,8 km².[BA 3]
- (Zufluss aus dem Wäldle), von links und Südwesten auf etwa 561 m ü. NHN[BA 1] schon in der Flur nahe an Klosterbeuren, ca. 1,4 km[BA 2] und ca. 0,6 km².[BA 3]

### BayernAtlas („BA“)
Amtliche Online-Gewässerkarte mit passendem Ausschnitt und den hier benutzten Layern: Lauf und Einzugsgebiet des Otterbachs

Allgemeiner Einstieg ohne Voreinstellungen und Layer: BayernAtlas der Bayerischen Staatsregierung (Hinweise)
1. 1 2 3 4 5 6 7  Höhe abgefragt auf dem BayernAtlas (Rechtsklick).
2. 1 2 3 4 5 6  Länge abgemessen auf dem BayernAtlas.
3. 1 2 3 4 5  Einzugsgebiet abgemessen auf dem BayernAtlas.